# Verger
Pour les articles homonymes, voir Verger (homonymie).

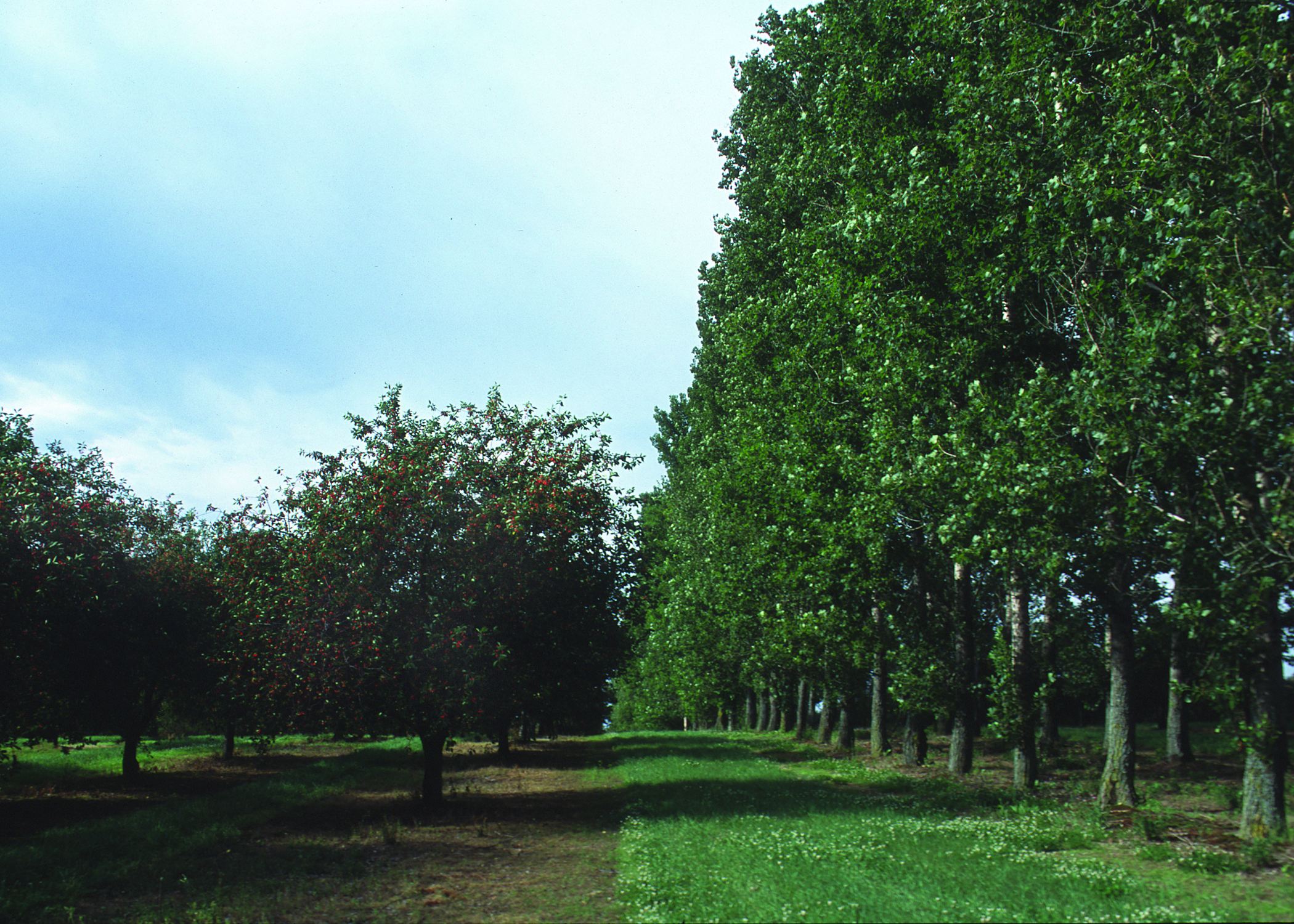
Verger cultivé sur le principe de la joualle. Ce verger est protégé sur sa face ouest par une haie brise-vent composée d'arbres hauts. Et sur ses autres faces, une haie naturelle le clôture et stocke l'humidité du sol pour la restituer lentement en été.

Un verger est un champ ou espace de terrain dévolu à la culture d'arbres fruitiers, appelée arboriculture fruitière. Il en existe différents types : les vergers conservatoires, les prés-vergers, les vergers commerciaux et de jardin potager.

## Organisation d'un verger

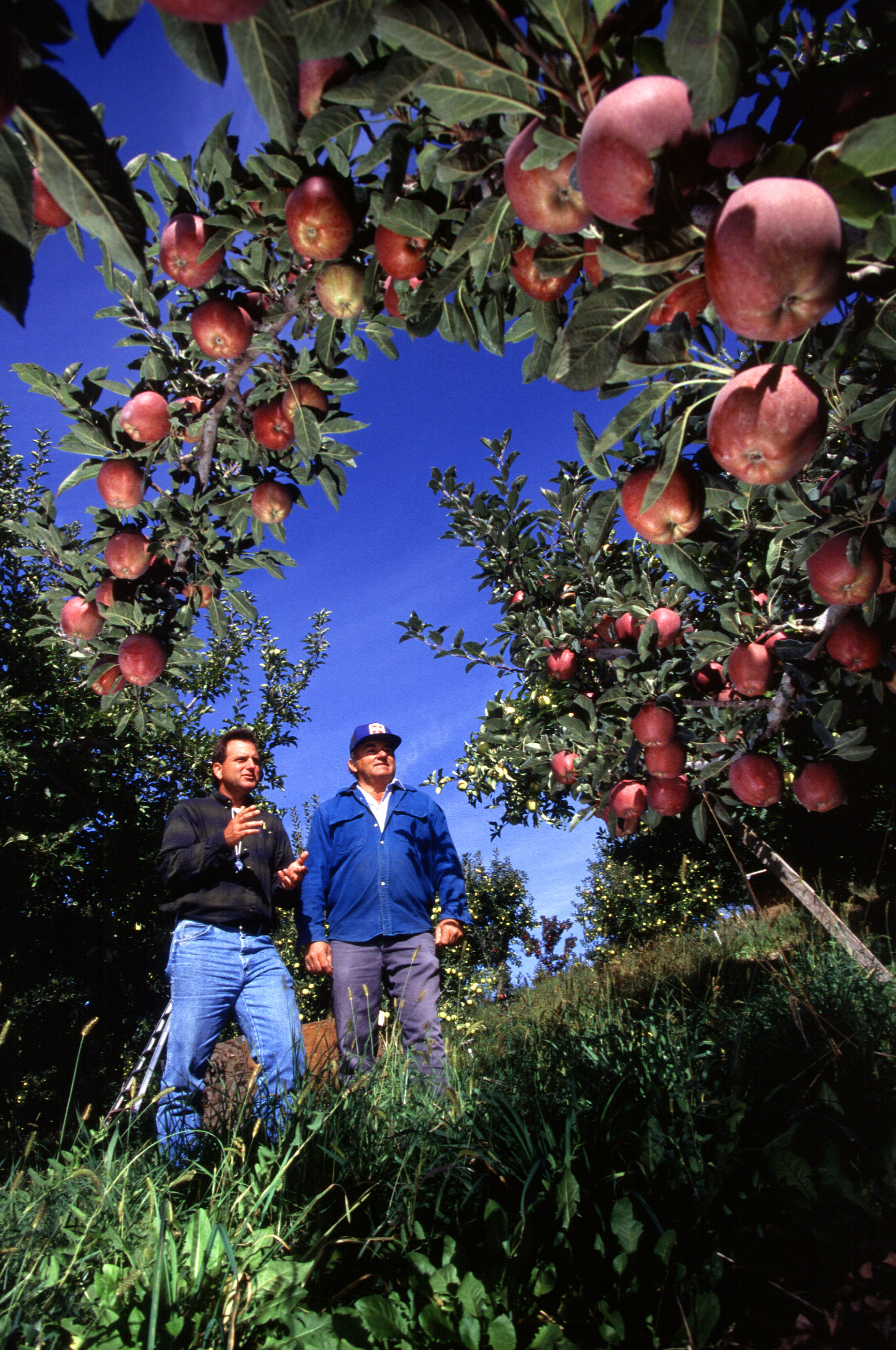
Verger de pommiers.

### Localisation et climat
Pour créer un verger, il est important de choisir un terrain situé sur un bon site (ensoleillé et à l'abri des vents forts), de bien préparer le sol avant la plantation, de prévoir un système d'irrigation adapté et une bonne pollinisation. La culture sera plus aisée sur un terrain à composition rocailleuse présentant ainsi un meilleur drainage.
Les espèces sélectionnées pour être cultivées dans les vergers doivent être choisies en tenant compte du climat local. On peut toutefois cultiver certaines espèces en dehors de leur zone naturelle de croissance en choisissant des cultivars et des porte-greffes adaptés au sol et au climat du verger.
En zone tempérée, les vergers sont sensibles au gel tardif. En effet, si les fleurs subissent une période importante de gel au printemps, la récolte de l'année est définitivement perdue. C'est pourquoi les vergers sont principalement situés en zone tempérée (comme des zones littorales par exemple). Dans les zones plus froides, il est possible, pour limiter les risques, de sélectionner des espèces plus rustiques et des cultivars à floraison tardive.

### Structure
Lors de la création d'un verger, il faut respecter certaines règles dépendantes de l'espèce cultivé et de la zone climatique. Dans la majorité des cas, on veillera à laisser un passage pour les véhicules lors des récoltes. On essaiera également de planter les rangs sur un axe nord-sud car ce sont les deux expositions les moins favorables à une bonne croissance, le nord étant trop froid et le sud trop chaud.

#### Exemple d'un verger de pommiers

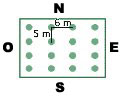
Plantation en carré
disposition souvent traditionnelle des arbres fruitiers dans un verger dit " à l'ancienne ".

Jusqu'au début des années 1980, on pensait qu'il fallait que les arbres soient disposés de façon à optimiser l'exposition à la lumière en évitant que les uns fassent de l'ombre aux autres. On disposait donc des rangs d'arbres tous les 5 à 6 mètres. Dans ces rangs, les arbres étaient espacés de 3 à 5 mètres selon leur espèce, leur forme et le porte-greffe utilisé, un arbre conduit en palmette occupant moins d'espace qu'un arbre plein vent. Plus le sol est médiocre et sec et plus il convient d'augmenter l'espacement.
Toutefois, une étude récente indique que dans les vergers modernes, en utilisant des cultivars récents au format compact, greffés sur porte-greffe nain (type M9), on peut drastiquement réduire l'espacement entre les arbres. Le schéma recommandé est un système de rangs espacés de seulement 3 mètres (ou 4 mètres sur terrain en pente) avec un espace très faible entre chaque arbre (90 cm pour les variétés faibles comme Honeycrisp, Red Delicious, Empire, Macoun, Gala et 1,2 m pour les variétés plus vigoureuses comme McIntosh, Fuji, Cortland ou Jonagold). Dans cette configuration, chaque arbre produit un peu moins mais comme on en a beaucoup plus sur le même espace, la production peut être multipliée par 2 voire 3. Les inconvénients principaux de ce système sont qu'il nécessite un investissement initial assez lourd pour l'achat des très nombreux arbres nécessaires, un système d'irrigation adapté et la pose de structures de soutien indispensables à la bonne tenue de ce type de verger.

## Statistiques françaises

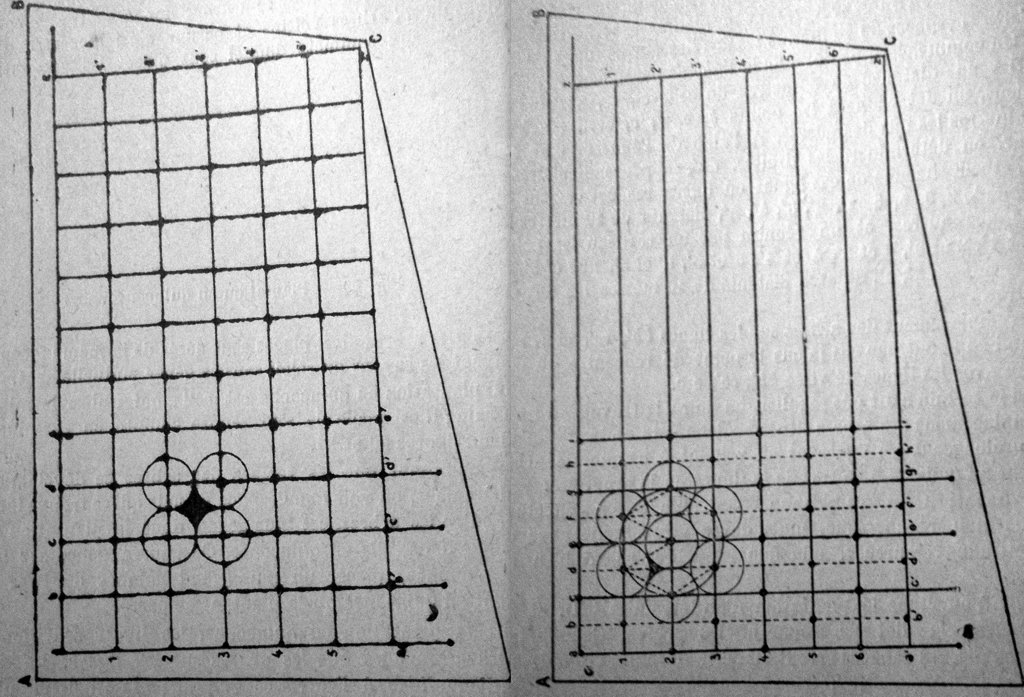
« Plantation en quinconce »
pour une optimisation de l'espace disponible : la permet de planter plus d'arbres sur une même surface
Schéma de gauche : avec la « plantation en carré », chaque arbre est planté en point d'intersection de deux lignes. Dans cette plantation en carré, les lignes sont plus espacées entre elles que dans la plantation en quinconce, et de l'espace est ainsi perdu entre les arbres.
Schéma de droite : tous les arbres sont à égale distance les uns des autres. Chaque arbre se trouve équidistant de six arbres voisins. Il occupe ainsi le centre d'un hexagone aux sommets duquel sont placés les six autres. En plus de l'espace gagné, cela permet d'optimiser la pollinisation des fruitiers et donc leur fructification future (plus de fruits).
Calcul de quinconce : La distance d'une ligne à l'autre représente la hauteur d'un triangle équilatéral ayant pour côtés la distance d'un arbre à l'autre. Si on prend comme unité de mesure la distance A des arbres entre eux, la distance R entre les rangées sera donnée par la formule : R=A * 0,86602.

En 2002, en France (majoritairement dans le sud, Rhône-Alpes, Provence-Alpes-Côte d'Azur, Aquitaine, Languedoc-Roussillon), on comptait un peu plus de 26 000 exploitations agricoles disposant d'un verger d'une taille moyenne de 6 à 7 hectares.

### Coûts de production
La main-d’œuvre nécessaire à l'exploitation d'un verger représente environ 50 % des coûts de production. Le reste des charges se répartit à parts égales entre les frais d'installation (matériel, bâtiments), les approvisionnements (arbres et multiples intrants), les frais généraux et de gestion.

#### Main-d’œuvre
La récolte représente généralement 50 % des coûts de main-d’œuvre d'une exploitation. Le reste se répartit entre les opérations d'hiver (arrachage, taille de formation et plantations) et les opérations d'entretien courantes (taille en vert, fertilisation, éclaircissage). En effet, des opérations régulières de taille, prodiguées par du personnel qualifié, sont indispensables au bon développement d'un verger afin d'équilibrer les pousses végétatives et les pousses fructifères. La canopée de chaque arbre doit être formée de façon à optimiser l'exposition à la lumière de toutes les parties de l'arbre.
Afin d'augmenter la quantité de fruits, on procède aussi souvent à un éclaircissage des boutons floraux et une arcure des branches.
Après la récolte, il est recommandé de ramasser les fruits tombés au sol pour éviter le développement de parasites. Les anciens laissaient des cochons nettoyer le sol du verger pour cela.
Les coûts de main-d’œuvre représentant la charge principale d'une exploitation, les arboriculteurs essaient de mécaniser le plus possible ces opérations en développant de nouvelles techniques de type mur fruitier.

### Exploitation risquée
L'exploitation commerciale d'un verger est une opération risquée dépendant de nombreux éléments tels que :
- un marché de l'offre et de la demande très fluctuants (actuellement l'offre est plus importante que la demande pour de très nombreux fruits)
- le choix des variétés de fruits. Une variété peut être très « à la mode » au moment de la plantation des arbres et être très démodée 10 ans plus tard. Il faut alors parfois surgreffer les arbres avec une nouvelle variété plus recherchée.
- une exposition importante aux aléas climatiques (même s'il existe des assurances pour se protéger de ce genre de problèmes):
  - le gel tardif peut réduire une récolte annuelle à néant,
  - la grêle peut cause de gros dégâts (mais il est possible, quoique coûteux, d'installer des filets para-grêle au-dessus des arbres),
  - des froids exceptionnels peuvent tuer les arbres et obliger à replanter l'intégralité du verger l'année suivante.
  - Les problèmes de sécheresse peuvent être partiellement réglés par un bon système d'irrigation mais une trop forte chaleur en été ou au moment de la récolte donne des fruits petits et peu colorés,
- une bonne gestion des risques phytosanitaires impliquant d'avoir du personnel qualifié, souvent difficile à trouver,
- une capacité financière permettant d'investir dans une production (terrain, système d'irrigation, achat des arbres, tuteurage) qui ne rapporte « à plein » qu'après plusieurs années d'exploitation.

La faible rentabilité (ou souvent les pertes) liées à l'exploitation commerciale des vergers a fait que, en France, entre 1995 et 2005, les surfaces de culture allouées au verger ont diminué de 20 % 
De par cette très grande difficulté à exploiter et entretenir un verger, l'arboriculture - au même titre que la viticulture - est considérée comme étant une "culture précieuse"[réf. nécessaire].

### Lutte intégrée

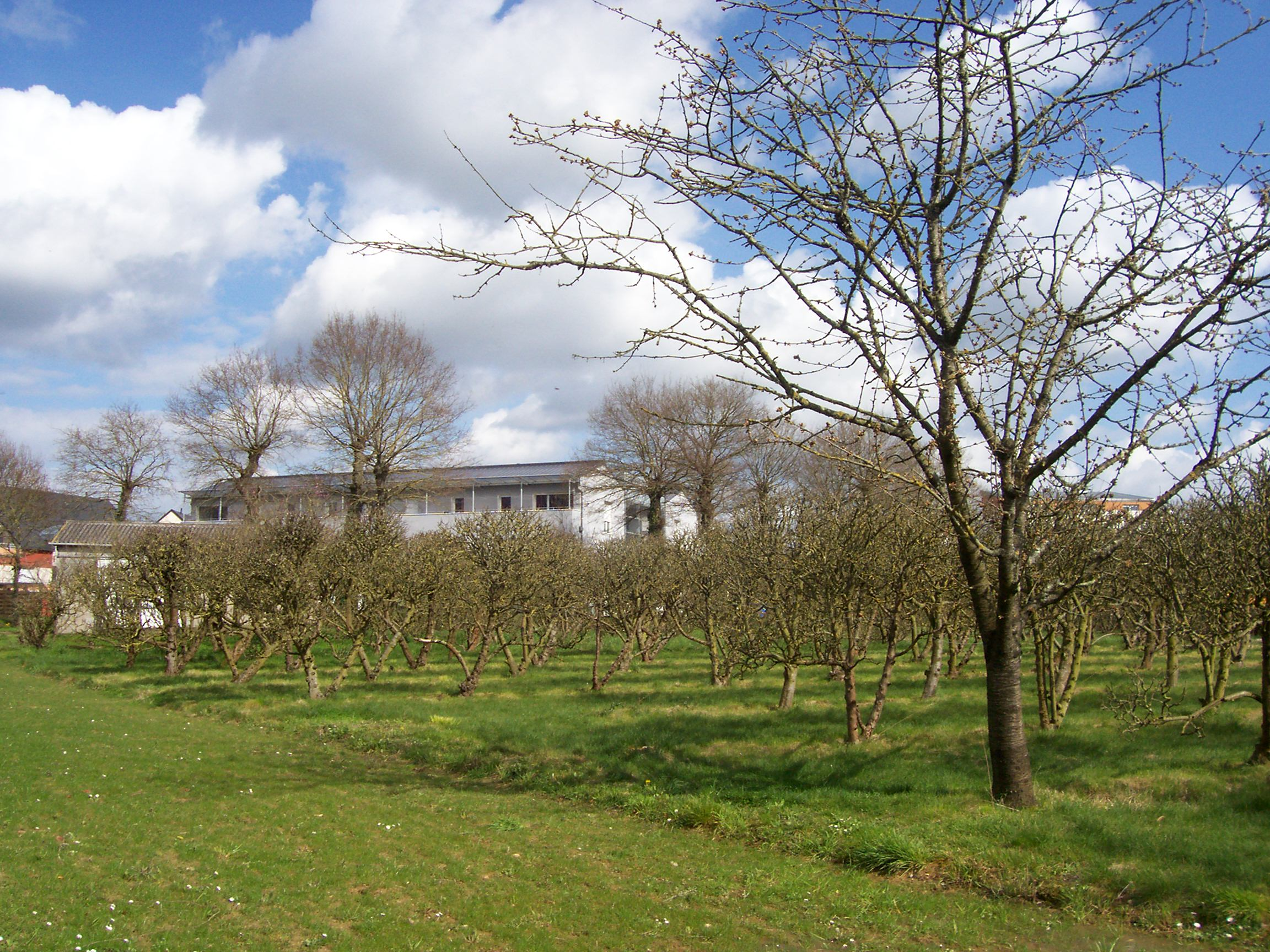
Verger de fruitiers dans la commune de Mordelles, Ille-et-Vilaine, France.

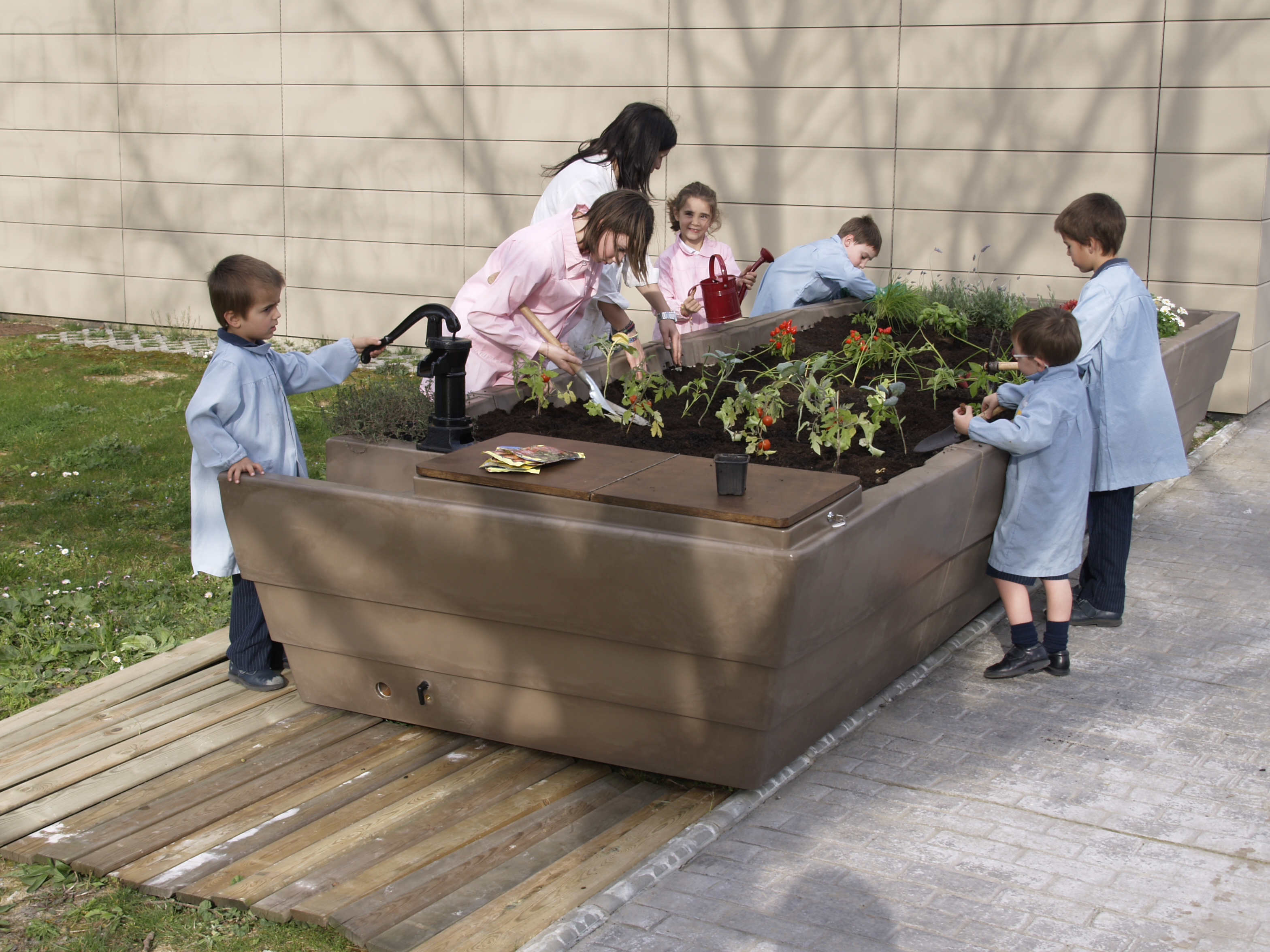
Jardin de l'école pour les activités éducatives.

Il a été reproché aux vergers industriels de faire appel à un grand nombre de traitements phytosanitaires (insecticides, bactéricides, fongicides notamment) en affectant les populations d'animaux utiles, dont d'arthropodes du sol et de la strate herbacée, alors que le consommateur se montre de plus en plus soucieux du développement durable.
L'agrosylviculture (pommiers en prairies) ou la restauration autour des vergers et dans les vergers de réseaux de haies aux essences judicieusement choisies et agencées sont des moyens de répondre à cette nouvelle demande sociale et économique. Les haies permettent de restaurer un microclimat et des habitats écologiques plus favorables aux insectes utiles, aux amphibiens, reptiles, hérissons et oiseaux insectivores ou consommateurs de limaces ou d'escargots. Dans ce cas, le verger est assimilant à un agro-écosystème et parfois géré à la manière d'un écosystème. Le retour de certaines essences dans les vergers permet aux auxiliaires naturels de l'agriculture de limiter, par exemple les pullulations de psylles  et la haie offre un effet tampon favorable à une meilleure résilience écologique du verger.

## Espèces cultivées

### Zones tropicales
Bananier (bananeraie), Cacaoyer, Caféier (caféière), Cocotier (cocoteraie), Goyavier, Manguier, Papayer, Théier

### Zones subtropicales
- Agrumes (Pamplemoussier, citronnier, Mandarinier, Oranger (orangeraie), etc.), Litchi, Palmier-dattier (palmeraie)

### Zones tempérées

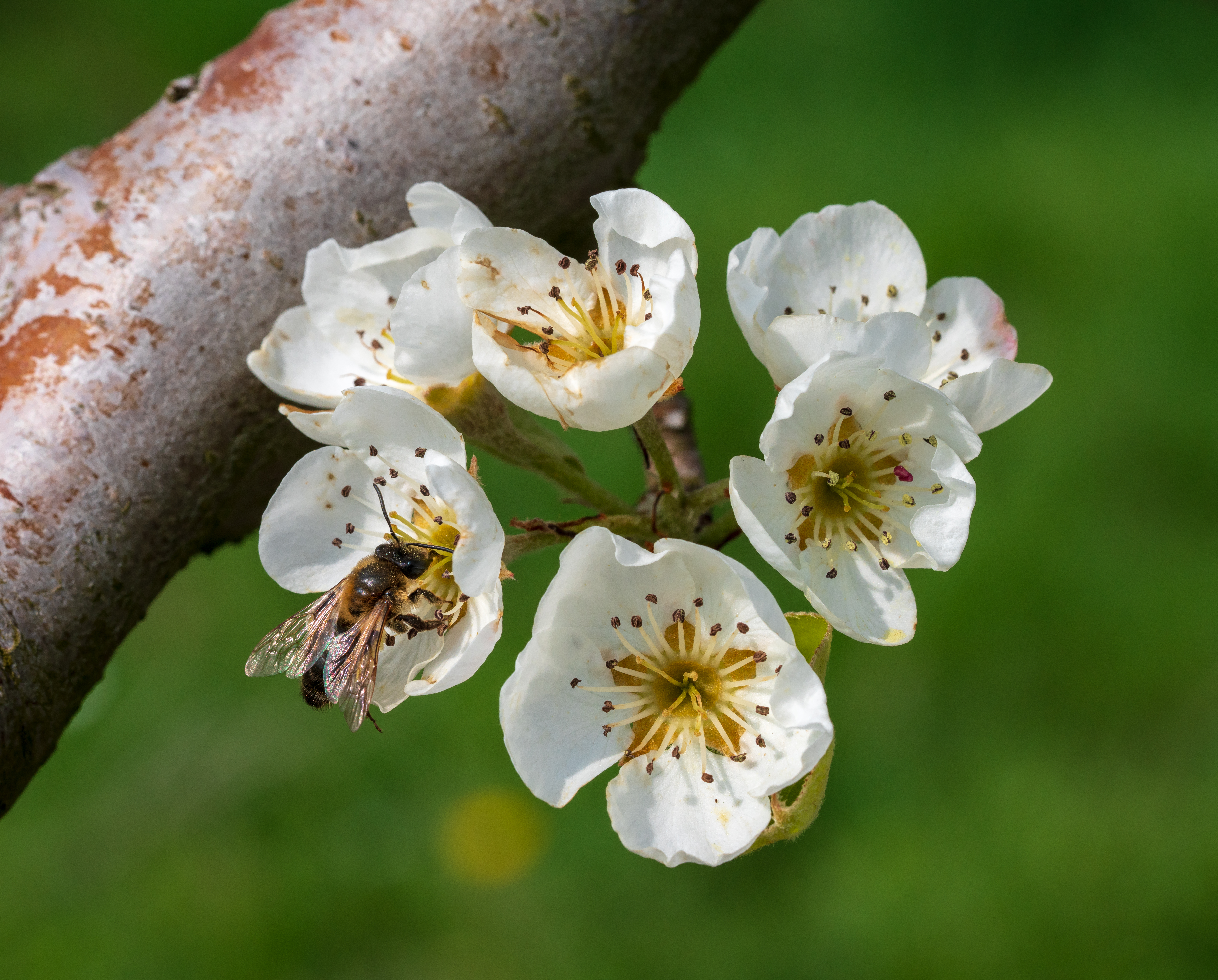
Une abeille butine une fleur de poirier commun dans un verger vers Beilstein (Bade-Wurtemberg), Allemagne. Avril 2019.

Abricotier, Amandier, Cerisier, Châtaignier (châtaigneraie), Kaki (plaqueminier), Noisetier, Noyer, Pacanier, Pêcher, Poirier, Pommier (pommeraie), Prunier

## Législation, politique agricole commune
En Europe et donc en France, dans le cadre de l'écoéligibilité de la nouvelle politique agricole commune (PAC), les Vergers haute-tige, ainsi que quelques autres éléments paysagers semi-naturels d'intérêt agroécologique et écologique (ex : Prairies permanentes, bandes enherbées, lisières, mares, bocage, arbres groupés...) sont éligibles à certaines conditions au dispositif des « surfaces équivalentes topographiques », ce qui facilite l'accès aux subventions européennes pour les agriculteurs maintenant ces éléments d'intérêt écopaysagers.
Les vergers sont protégés en France par le droit de l'urbanisme. Le code débute en effet par des principes généraux qui contiennent parmi les objectifs : la préservation des espaces affectés aux activités agricoles (article L. 101-2). Ceci est complété par différents outils tels que la règle "anti-mitage de l'espace" pour les communes relevant exclusivement du Règlement national d'urbanisme, ou pour celles dotées d'un plan local d'urbanisme, les zones A (agricoles), ou encore la protection des espaces agricoles péri-urbains. Les  schémas de cohérence territoriale doivent également protéger les terres agricoles (donc les vergers), ainsi que les Schémas régionaux d'aménagement, de développement durable et d'égalité des territoires auquel le Législateur a assigné comme objectif "la gestion économe de l'espace". La loi Montagne renforce cette protection, idem pour la loi Littoral.

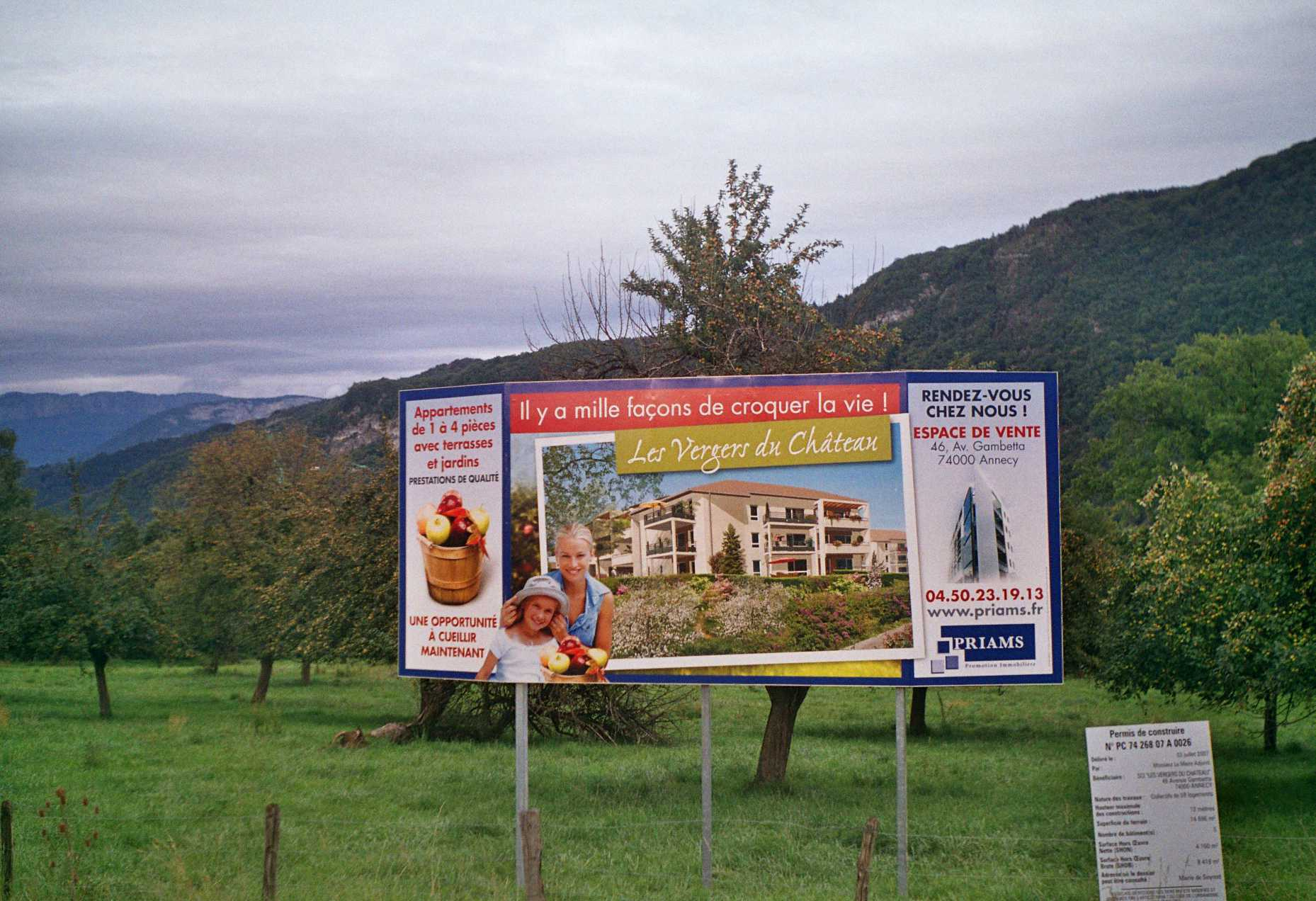

Construction dans un verger en dépit de la législation française qui protège ces espaces.
Le code rural français apporte bien sûr une protection aux vergers et plus généralement aux espaces agricoles. Il contient un outil renforcé : la zone agricole protégée.